# Lucas Antônio Monteiro de Castro
Lucas Antônio Monteiro de Castro, segundo barão de Congonhas do Campo (8 de fevereiro de 1808 — 4 de junho de 1891) foi um fazendeiro brasileiro, Major da Guarda Nacional e recebeu a graduação de oficial da  Imperial Ordem da Rosa, do Império do Brasil.

## Vida
Lucas Antônio nasceu em Congonhas do Campos no oitavo dia do segundo mês de 1808, sendo o sexto filho do comendador Domiciano Ferreira de Sá e Castro e de Maria do Carmo Monteiro de Barros, neto paterno de Francisco Ferreira do Santo e de Helena Maria Negreiros de Castro, neto materno do Guarda-Mor Manuel José Monteiro de Barros e de Margarida Eufrásia da Cunha Matos.
O Barão casou duas vezes. A primeira vez, provavelmente em 1833, com sua sobrinha/prima Helena Monteiro de Barros, filha do Coronel José Joaquim Monteiro de Barros (tio do Barão, por ser irmão de sua mãe) e de Maria da Conceição Monteiro de Castro (irmã do Barão). A consanguinidade não podia ser maior. A segunda vez, Lucas Antônio, casou com Belarmina Emilianna d'Oliveira, morta em 17 de outubro de 1873, filha de Prudente Emiliano d'Oliveira, que exercia o papel de Júri, em 1836, na cidade de Congonhas. 
Em 10 de novembro de 1864 Lucas requiriu ao Excelentíssimo Presidente da Província de Minas Gerais, o então Desembargador Pedro d'Alcântara Cerqueira Leite, através de uma carta, a graça de nomeá-lo barão já que julgava relevante os seus serviços prestados para a Igreja Matriz da cidade de Congonhas e para com o país. Para seu aprazimento, em 17 de maio de 1871, por decreto do Imperador Dom Pedro II, Lucas Antônio foi agraciado com o título de barão em Congonhas do Campo. 

## Filhos
De acordo com o Inventário do segundo barão de Congonhas do Campo, feito pelo escrivão do 1º ofício Pedro Nolasco Soares de Moura, datada a sua abertura no dia 23 de julho de 1895 e como inventariante seu filho Domiciano Ferreira, consta que Lucas Antônio Monteiro de Castro teve quatro filhos com Helena (de 1 a 4) e outros cinco com Belarmina (de 5 a 9): 
1 - Dr. Lucas Antônio Monteiro de Castro, 2 - Joanna Baptista Monteiro de Castro, 3 - Maria da Conceição Monteiro de Castro, 4 - João Baptista Monteiro de Castro, 5 - Bernardina Monteiro de Castro Penido, 6 - Arminda Maria M. de Castro Junqueira, 7 - Domiciano Ferreira Monteiro de Castro, 8 - Augusta Maria M. de Castro  Junqueira, 9 - Francisco Antônio Monteiro de Castro.

## Morte
Lucas Antônio Monteiro de Castro faleceu às nove horas e meia da noite do dia 4 de junho de 1891 em Congonhas do Campo devido uma lesão aórtica e foi sepultado na mesma cidade no Cemitério da Matriz.